# Kommunal vuxenutbildning
Kommunal vuxenutbildning i Sverige, komvux, innefattar vuxenutbildning motsvarande grundskola och gymnasieskola samt anpassad utbildning för vuxna.

## Historia
Ett slags föregångare till komvux var Söndags- och aftonskolorna som verkade inom slöjd, konst, teknik och pedagogik. Exempel var:
- Slöjdföreningens tekniska söndags- och aftonskola i Göteborg
- Tekniska afton- och söndagsskolan i Helsingborg
- Tekniska söndags- och aftonskolan i Malmö
- Malmö tekniska söndags- och aftonskola
- Ebersteinska Söndags och Aftonskolan i Norrköping
- Tekniska afton- och söndagsskolan i Stockholm
- Svenska slöjdföreningens söndags- och aftonskola i Stockholm

## Nutid
Komvux inrättades 1968 för att ge utbildning till de vuxna som saknar kunskaper motsvarande grundskolan eller gymnasieskolan. Komvux har en egen läroplan. Komvux har, trots att det i huvudsak är tänkt att komplettera ofärdiga gymnasieutbildningar, ett förhållandevis stort kursutbud, åtminstone i storstäderna. Tidigare utnyttjade många komvux för att förbättra betygen i ämnen de redan hade tagit, men efter besparingar har det blivit svårare, då sökande utan tidigare betyg i ämnet prioriteras.
Den kommunala vuxenutbildningen på grundläggande nivå, före 1992 kallad grundvux, syftar till att ge vuxna de kunskaper som behövs för att delta i samhälls- och arbetslivet. Utbildningen vänder sig till vuxna som saknar kunskaper som normalt uppnås i grundskolan. För att få börja inom den grundläggande vuxenutbildningen ska man under året fylla 20 år och vara bosatt i Sverige. Utbildningen ger också möjligheter till fortsatta studier.
De flesta kommuner har gått över till att kalla sin vuxenutbildning enbart för Vux. Kommunerna har ansvaret för vuxenutbildningen, men upphandlar delar av utförandet av andra anordnare. En del kommunala vuxenutbildningar benämns med andra begrepp såsom lärcentrum, utbildningscentrum, kunskapscentrum etc. 
KY-utbildningar har numera bytt namn till yrkeshögskoleutbildning och är en egen skolform som inte kommunerna har ansvar för. Däremot kan vissa kommunala vuxenutbildningar vara ansvariga för en yrkeshögskoleutbildning.
Gy 2011, den stora skolreformen inom gymnasieskolan, berör även komvux. Skolreformen för komvux gäller från och med 1 juli 2012.

## Källhänvisningar
1. ↑   grundvux i Nationalencyklopedins nätupplaga. Läst 19 februari 2015.